# Ashes to Ashes (Faith No More)
Ashes to Ashes è un singolo del gruppo musicale statunitense Faith No More, il primo estratto dall'album Album of the Year nel 1997.

## Tracce
CD singolo (Europa)
1. Ashes to Ashes (Edit) – 3:26
2. Light Up and Let Go – 2:18
3. Collision – 3:22
4. Ashes to Ashes (DJ Icey & Maestro Mix) – 3:40

CD singolo (Regno Unito)
1. Ashes to Ashes (Album version) – 3:36
2. The Big Kahuna – 3:05
3. Mouth to Mouth – 3:47
4. Ashes to Ashes (Hardknox Alternative Mix) – 6:42

12" (Regno Unito)
- Lato A

1. Ashes to Ashes (Edit) – 3:26
2. Ashes to Ashes (Hardknox Alternative Mix) – 6:42

- Lato B

1. Ashes to Ashes (Dub Mix) – 6:05

CD singolo (Regno Unito) - Riedizione
1. Ashes to Ashes (Edit) – 3:26
2. Ashes to Ashes (Dillinja Remix) – 5:27
3. The Gentle Art of Making Enemies – 3:29
4. Ashes to Ashes (Live) – 3:32

CD singolo (Regno Unito) - Riedizione
1. Ashes to Ashes (Album version) – 3:36
2. Last Cup of Sorrow (Rammstein Mix) – 4:19
3. Last Cup of Sorrow (Sharam Versus FNM Club Mix) – 7:24
4. The Gentle Art of Making Enemies (Live) – 3:37

## Classifiche
| Classifica (1997)             | Posizione massima |
| ----------------------------- | ----------------- |
| Australia                     | 8                 |
| Finlandia                     | 7                 |
| Germania                      | 76                |
| Irlanda                       | 26                |
| Norvegia                      | 14                |
| Nuova Zelanda                 | 39                |
| Regno Unito                   | 15                |
| Regno Unito (rock & metal)    | 1                 |
| Stati Uniti (mainstream rock) | 23                |
| Svizzera                      | 50                |